# 알발다
알발다(Albaldah) 또는 궁수자리 파이(π Sgr)는 황도대의 별자리인 궁수자리 방향에 있는 삼중성계이다. 겉보기 등급은 +2.89로 맨눈으로 쉽게 볼 수 있다. 시차 자료에 따르면 이 별까지의 거리는 약 510 광년(160 파섹)이다.
궁수자리 파이 항성계를 구성하는 세 별은 각각 궁수자리 파이 A(전통적으로 이 계 전체를 불러오던 이름인 '알발다'가 공식적으로 부여된 천체), B, C이다.

## 명명법
궁수자리 파이(π Sgr)는 이 항성계를 바이어 명명법으로 부른 이름이다. 이 계의 구성원에 궁수자리 파이 A, B, C로 로마자 대문자를 부여하는 방식은 워싱턴 다중성 성표(WMC)에서 설정한 방식이며 이 규칙은 국제천문연맹(IAU)도 채택하였다.
예전부터 궁수자리 파이 계를 부르던 전통적 명칭 알발다(Albaldah)는 아랍어로 '도시'를 뜻하는 بلدة (발다)에서 유래했다. 2016년 국제천문연맹은 항성들의 고유명칭을 정리하고 표준화할 목적으로 항성명칭 워킹그룹(WGSN)을 조직했다. WGSN은 구성원이 여럿인 다중성계의 경우 전체 계가 아니라 개별 천체에 명칭을 부여하기로 했다. 2017년 9월 5일 고시된 목록표에서 알발다 Albaldah는 궁수자리 파이 A에 부여되었다. 이 명칭은 현재 IAU 인증 항성명칭 목록에 실려 있다.
《알 악사시 알 무아케트 성표》에 이 별은 니르 알 벨다트 Nir al Beldat 로 수록되어 있는데 이는 라틴어로 Lucida Oppidi  로 번역되며 '도시에서 가장 밝은 것'이라는 뜻이다.
이 계는 궁수자리 제타, 시그마와 함께 아카드어로 '구-시-랍-바'(바다의 멍에)로 불려 왔다.
중화권에서 알발다는 두수에서 건(建)에 속해 있다. 건을 구성하는 항성은 알발다 외에 궁수자리 크시2, 오미크론, 43, 로1, 웁실론이다. 이들 중 알발다 하나만을 부르는 명칭은 건3(建三)이다.

## 특징
이 계의 주성 궁수자리 파이 A의 스펙트럼은 분광형 F2 II와 부합된다. 'II'는 광도분류상 밝은 거성을 뜻하며 중심핵의 수소를 소진하여 태양 같은 주계열에서 벗어난 진화 경로를 따르고 있음을 의미한다. 질량이 태양의 거의 6 배에 이르기 때문에 A는 현재의 상태에 불과 6700만 년만에 도달했다. 항성의 외포층은 유효온도 6590 켈빈에서 에너지를 복사하고 있어서 F형 항성의 황백색 빛을 발산하고 있다.
궁수자리 파이 A는 근처에 반성 둘을 거느리고 있다. 첫째는 주성으로부터 0.1 초각 혹은 최소 13 천문단위 거리에, 둘째는 0.4 초각 거리(40 천문단위 이상)에 있다. 이 구성원들의 궤도에 대해 아직 알려진 바는 없다.
알발다 계는 황도에서 1.43 도 북쪽에 있어서 달이나 혹은 드물게 행성들이 이 항성계를 가린다. 가장 임박한 엄폐 현상은 2035년 2월 17일로, 금성이 알발다를 가릴 것이다.